# 加藤慶信
加藤 慶信（かとう よしのぶ、1976年 - 2008年10月1日）、は日本の登山家。山梨県南アルプス市出身、2000年明治大学法学部卒。

## 概要
1976年、山梨県南アルプス市に生まれる。1994年山梨県立白根高等学校卒業、2000年明治大学法学部卒業。
小中学校時代はサッカー、高校時代はバレーボールを楽しむが、明治大学入学後、山岳部に入部し山の世界にのめり込む。卒業後は明治大学山岳部OB会である炉辺会に所属し、8000m峰の山を次々に制覇、8座、のべ11回の登頂に成功。ICI石井スポーツ新宿西口店勤務。明治大学山岳部コーチ。文部科学省国立登山研修所講師。
2004年日本山岳界の若手リーダーとして天野和明とともに第24回野口賞(主催:山梨日日新聞社、山梨放送、山梨文化会館)を受賞した。
2008年10月1日クーラカンリ(7,538m/チベット)登山中、有村哲史、中村進とともに雪崩に巻き込まれて死亡。

## エピソード
- 天野和明とは同じ山梨県出身、明治大学山岳部ということもあり、2人で登山をしたときは頂上で持参した「風林火山」の旗をはためかせ、喜びを分かち合った。一緒に都内の登山用品店に勤め、富士山の山小屋で山岳ガイドとしてともに働いた。

## 経歴
- 1976年 - 山梨県南アルプス市に生まれる。
- 1988年 - 若草町立若草小学校卒業
- 1991年 - 若草町立若草中学校卒業
- 1994年 - 山梨県立白根高等学校卒業。
- 1997年10月8日 - マナスル(8,163m/ネパール)登頂。(三谷統一郎,山本篤,高橋和弘等7名)
- 1999年5月9日 - リャンカンカンリ(未踏峰/7,535m/チベット)初登頂(鈴木清彦,角谷道弘,竹内洋岳,高橋和弘,山本篤,中村進,小林尚礼,高橋純一,佐藤大輔10名)。
- 2000年 - 明治大学法学部卒業。
- 2001年7月10日 - ガッシャーブルムII峰(8,035m/パキスタン)登頂。(高橋和弘,天野和明,森章一等6名)

8月13日 - ガッシャーブルムI峰(8,068m/パキスタン)登頂。(高橋和弘,天野和明,森章一等6名)
※ガッシャーブルムII峰、I峰連続登頂
- 2002年10月3日 - ローツェ(8,516m/ネパール)登頂((三谷統一郎,高橋和弘,天野和明,森章一等6名)。
- 2003年5月16日 - アンナプルナⅠ峰[南壁](8,091m/ネパール)登頂。(山本篤,高橋和弘,天野和明,森章一等6名)
- 2005年5月27日 - エベレスト[北稜](8,848m/ネパール)無酸素登頂。帰路酸素使用。(奥田仁一2名)
- 2006年5月3日 - チョ・オユー(8,201m/チベット)登頂(天野和明2名)。

5月18日 - シシャパンマ(8,027m/チベット)登頂(天野和明2名)。
- 2008年5月24日 - エベレスト[南東稜](8,848m/ネパール)ガイド、登頂(角谷道弘等)。
- 2008年8月5日 - 無名峰(未踏峰/5,750m/ネパール)初登頂(児玉毅,鈴木彩乃3名)。
- 2008年10月1日 - クーラカンリ(7,538m/チベット)登山中、加藤慶信、有村哲史、中村進の3名が雪崩に巻き込まれて死亡。

## TV出演
- 2001年5月28日 テレビ朝日「ネイチァリングスペシャル西田敏行米大陸最高峰アコンカグアに挑む」